# Ruslan Wjatscheslawowitsch Sotow
Ruslan Wjatscheslawowitsch Sotow (russisch Руслан Вячеславович Зотов; * 20. Jahrhundert) ist ein ehemaliger sowjetischer Radrennfahrer und Weltmeister im Radsport.

## Sportliche Laufbahn
Sotow war im Straßenradsport aktiv. Bei den Straßenradsport-Weltmeisterschaften 1990 gewann er mit Ihar Patenka, Oleh Halkin und Alexander Markownitschenko  die Goldmedaille im Mannschaftszeitfahren.
Die nationale Meisterschaft im Mannschaftszeitfahren gewann er 1989.